# Verneigette
Die Verneigette ist ein Fluss in Frankreich, der im Département Creuse in der Region Nouvelle-Aquitaine verläuft. Sie entspringt im nördlichen Gemeindegebiet von Nouhant, knapp an der Grenze zum benachbarten Département Allier, entwässert generell nach Südwesten durch ein dünn besiedeltes Gebiet und mündet nach rund 21 Kilometern im Gemeindegebiet von Lussat als linker Nebenfluss in die Voueize. In ihrem Unterlauf unterquert sie die Autobahn-ähnlich ausgebaute Nationalstraße 145.

## Orte am Fluss
(Reihenfolge in Fließrichtung)
- Nouhant
- Verneiges
- Auge